# دوغلاس ستيفنز
دوغلاس ستيفنز (بالإنجليزية: Douglas Stevens)‏ هو قسيس أسترالي، ولد في 1952.